# Wetlina
Wetlina est une localité polonaise de la gmina de Cisna, située dans le powiat de Lesko en voïvodie des Basses-Carpates.